# Chad Villella
Chad M. Villella (Punxsutawney, 12 febbraio 1977) è un attore, regista e scenografo statunitense.

## Biografia
Chad Villella è nato e cresciuto in Pennsylvania, dove si è laureato al Mercyhurst College. È il co-creatore di un centro informazioni chiamato Center for Information Research Analysis And Training (CIRAT).
Nel 2007 insieme a Matt Bettinelli-Olpin and Rob Polonsky crea la serie televisiva Chad, Matt & Rob. 

## Filmografia

### Attore
- Fallout: Nuka Break - serie TV (2011)
- Books - serie TV (2011)
- Serving Time - serie TV (2009-2011)
- V/H/S (2012)
- Southbound - Autostrada per l'inferno, regia di Radio Silence Productions

### Regista
- V/H/S, con la collaborazione di Matt Bettinelli-Olpin e altri registi  (2012)

### Scenografo
- V/H/S (2012)